# إريثريتول
إريثريتول (بالإنجليزية: Erythritol)‏(الاسم النظامي (2R,3S)-butane-1,2,3,4-tetraol)) سكر كحولي (بوليول) تمت المصادقة على استخدامه كمادة سكرية مضافة إلى الغذاء في الولايات المتحدة، وفي معظم أنحاء العالم.
تم اكتشافه سنة 1848 بواسطة الكيميائي البريطاني جون ستينهوس، ويتواجد في الطبيعة في بعض أنواع الفواكه والأطعمة المتخمرة. يتم إنتاج هذا السكر صناعياً عن طريق تخمير الجلوكوز مع خميرة مونيليلابولينس . حلاوته تعادل 60-70% من حلاوة سكر المائدة؛ وسعراته الحرارية تكاد تكون صفرا.  ولا يؤثر على سكر الدم، ولا يسبب تسوس الأسنان، ويتم امتصاصه جزئياً في الجسم، يطرد بنسبة 90 % عن طريق الكليتين.، والباقي 10 % تطرد من الجسم عن طريق الامعاء الغليظة  والبراز.  ونظراً لمسار الهضم المختلف عن بقية السكريات الكحولية المستخدمة كمحليات فإنه لا يسبب أي أعراض جانبية في المعدة.
تنص إدارة الغذاء والدواء الأمريكية على أن للإريثريتول محتوى طاقي يعادل 0.2 كيلوكالوري للغرام الواحد (أي بنسبة 95% أقل من السكر وبقية الكربوهيدرات)، ومع ذلك فإن التعبير عن هذه القيمة يختلف بين دولة وأخرى، ففي بعض البلدان كاليابان والولايات المتحدة يعبر عنه بـ (0 كالوري (سعرة))، في حين يعبر عنه في الاتحاد الأوروبي بـ (0.24 كيلوكالوري في الغرام الواحد).

## الهضم
تمتص الأمعاء الدقيقة معظم الإريثريتول إلى مجرى الدم، وتخرج نسبة كبيرة منه بدون أي تغيير مع الإدرار، ويدخل حوالي 10% منه إلى القولون، ونظرا لامتصاص 90% من الإريثريتول قبل دخوله إلى الأمعاء الغليظة فإنه لا يسبب الإسهال كما هو الحال بعد تناول السكريات الكحولية الأخرى مثل (الكزايليتول والمالتيتول)، ولكن ولكن عند بعض الناس قد يسبب تناول ما هو أكثر من 70 جرام يوميا ميل إلى الإسهال.   الكميات الكبيرة جداً من الإريثريتول تسبب الغثيان وقرقرة المعدة.